# Лихось, Генрик
Генрик Лихось (пол. Henryk Lichoś; 23 января 1924, Зомбковице — 3 октября 1999, Катовице) — польский экономист и политик времён ПНР, Катовицкий воевода с конца 1980 по конец 1981. Участник политической борьбы ПОРП с профсоюзом Солидарность. Состоял в воеводском комитете обороны в первые дни военного положения.

## Экономист
Родился в промышленном районе Домброва-Гурничи. Получил экономическое образование. С 1958 был аудитором катовицкого отделения Верховной контрольной палаты (NIK). В 1960—1964 — заместитель председателя воеводского совета. С 1964 — начальник катовицкого отделения NIK. Состоял в правящей компартии ПОРП.
В 1980 массовое забастовочное движение создало независимый профсоюз Солидарность. В системе власти ПНР произошла заметная смена руководящих кадров. Отстранялись функционеры, отождествляемые с правлением Эдварда Герека В Катовице регионе сменились первый секретарь воеводского комитета ПОРП и воевода — глава администрации. Партийную организацию вместо Здзислава Грудзеня возглавил в сентябре Анджей Жабиньский, Катовицким воеводой вместо Здзислава Легомского стал в декабре Генрик Лихось.

## Воевода

### «Марионетка бетона»
По политическому весу и влиянию Генрик Лихось значительно уступал своему предшественнику (Легомский много лет провёл в партаппарате, был членом ЦК ПОРП; Лихось не поднялся в партийной иерархии выше членства в бюро регионального комитета). Он не имел ресурса для сколько-нибудь самостоятельной политики и воспринимался как «марионетка в руках партии».
Курс воеводы Лихося в полной мере диктовался первым секретарём Жабиньским. В противостоянии ПОРП с «Солидарностью» Лихось занимал сторону «партийного бетона». Активно боролся против забастовочного движения, особенно шахтёрского. На встрече с руководством воеводской комендатуры милиции и управления Службы госбезопасности (СБ) в сентябре 1981 Лихось выражал сожаление из-за «беспомощности», требовал жёсткой «нормализации» и сравнивал ситуацию с 1945 годом — в части борьбы против вооружённого повстанчества Армии Крайовой. Он говорил также о «попытках контрреволюционных антисоциалистических и антисоветских сил вбить клин» между ним, первым секретарём Жабиньским и воеводским комендантом милиции полковником Ежи Грубой. Это выступление вызвало недоумение и напоминание, что «1945 год давно сменился годом 1981-м». Оппоненты Лихося посоветовали ему после этого «подумать о пенсии прежде, чем стать политическим трупом».
Во время забастовки на шахте «Сосновец» Лихось занимал жёсткую позицию на переговорах с профкомом «Солидарности». Ранее на шахте был распылён газ, шестьдесят человек попали в больницу (предположительно это была акция спецгруппы СБ майора Эдмунда Перека либо ортодоксальной группировки KFP.). Лихось добивался судебного обвинения в отношении членов профкома во главе с председателем Войцехом Фигелем — за блокирование дирекции во время забастовки и снятие партийной красной звезды. Со своей стороны, профсоюз выражал недоверие Лихосю и требовал заменить Катовицкого воеводу.

### Отстранение на фоне забастовок
13 декабря 1981 в Польше было введено военное положение. В регионы направлялись военные комиссары WRON, создавались воеводские комитеты обороны (WKO). По должность Генрик Лихось был включён в Катовицкий WKO — наряду с начальником армейского штаба округа генералом Яном Лазарчиком, милицейским комендантом полковником Грубой и начальником управления СБ полковником Зыгмунтом Барановским. Несмотря на высокий статус, Лихось не являлся ключевой фигурой — реальное руководство осуществлял Груба.
В Катовицком воеводстве происходили драматичные события. Акции протеста жёстко подавлялись силами армии и ЗОМО. Бастовали такие крупные предприятия, как металлургический комбинат Хута Катовице, шахты «Сосновец», «Июльский манифест», «Земовит», две недели продолжалась подземная забастовка на шахте «Пяст», при подавлении забастовки на шахте «Вуек» погибли девять человек. Воевода Лихось состоял в оперативном штабе по пресечению забастовок и нёс долю ответственности за подготовку и проведение силовых акций.
Уже 15 декабря 1981 за день до кровопролития на шахте «Вуек» — Генрик Лихось был снят с должности Катовицкого воеводы. Его сменил гораздо более авторитетный в стране и регионе генерал Роман Пашковский. Через две недели с небольшим был отстранён от должности первого секретаря и Анджей Жабиньский (заменён Збигневом Месснером).

## На пенсии
После отставки Генрик Лихось вышел на пенсию и жил частной жизнью. В политике участия не принимал. 
В 1994, после смены общественно-политического строя Польши, выступал свидетелем на процессе бойцов ЗОМО, обвиняемых в расстреле шахтёров «Вуек». Лихось назвал WKO «дымовой завесой армии и милиции» и заявил о своей полной неосведомлённости о планах подавления забастовки.
Скончался Генрик Лихось в возрасте 75 лет.